# Georges-Guillaume de Brunswick-Lunebourg
Georges-Guillaume (26 janvier 1624, Herzberg – 28 août 1705, Wienhausen) est duc de Brunswick-Lunebourg de 1648 à sa mort.

## Biographie
Il est le deuxième fils du duc Georges de Brunswick-Calenberg et d'Anne-Éléonore de Hesse-Darmstadt. En 1648, son frère aîné Christian-Louis hérite de la principauté de Lunebourg et lui confie la principauté de Calenberg. A ce titre, il avait sa résidence au Château de la Leine à Hanovre.
À la mort de Christian-Louis, en 1665, Georges-Guillaume devient également prince de Lunebourg. Il cède alors à son tour le Calenberg à son frère cadet Jean-Frédéric et occupa le Château de Celle pour le reste de sa vie. Jean-Frédéric fut à son tour remplacé par le plus jeune des frères, Ernest-Auguste (1629-1698), prince de Calenberg à partir de 1679.
En 1656, à la demande des états, il se fiance ; l'élue est Sophie de Palatinat, que lui et son frère Ernest-Auguste rencontrent lors d'un voyage à Heidelberg à l'automne 1656. Puis, comme chaque hiver, les frères se sont rendus au Carnaval de Venise où ils parviennent à s'amuser aux bals, aux réceptions festives dans les maisons des patriciens, et surtout auprès de demoiselles de toutes origines. À son retour, cependant, Georges-Guillaume a reporté indéfiniment le mariage prévu, au grand dam de Sophie et de son frère, l'électeur Charles Ier. La raison en était que Georges-Guillaume a contracté une infection vénérienne. En persuadant son frère Ernest-Auguste de prendre sa fiancée, il tente de sauver l'honneur de la maison. En même temps, Georges-Guillaume a promis de s'abstenir de se marier, dans le but que la principauté de Lunebourg tomberait un jour aux mains d'Ernest-Auguste, faisant du plus jeune des frères un bon mari pour la princesse.
Cela a laissé Georges-Guillaume soit au célibat, soit à un mariage morganatique, ce dernier l'attirant beaucoup. En 1665, Georges-Guillaume épouse Éléonore Desmier d'Olbreuse, une très jolie et habile huguenote du Poitou, qu'il avait rencontrée comme dame d'honneur de Marie de la Trémoïlle, duchesse de Thouars, à Kassel et à La Haye. Après le mariage, elle sera d'abord dame d'Harbourg puis comtesse de Wilhelmsburg (1639-1722), puis à partir de 1676 à sa demande intense, avec la confirmation de l'Empereur Léopold Ier, duchesse de Brunswick-Lüneburg-Celle.
Le mariage de Georges-Guillaume et d'Éléonore était très heureux. Ils ont une fille, Sophie-Dorothée qui fut légitimée par un acte de l'empereur en 1674. Éléonore a eu trois autres fausses couches, mais n'a plus donné naissance à aucun enfant. Afin d'assurer que la principauté reste avec la maison de Brunswick et de tenir la promesse de l'héritage à Ernest-Auguste, cette fille devait épouser son cousin germain, le fils ainé d'Ernest-Auguste, Georges Ier, successivement duc de Brunswick-Lunebourg, électeur de Brunswick-Lunebourg et enfin roi de Grande-Bretagne. Comme Georges-Guillaume n'a pas de fils, c'est son neveu et gendre Georges qui lui succède à la tête du Lunebourg à sa mort ce qui conduit à l'union des territoires de Lunebourg-Celle et de Calenberg-Hanovre, qui deviendra plus tard, en 1814, le Royaume de Hanovre. Néanmoins, les parents, dépassés par la situation et sans grande sympathie, doivent assister au déroulement catastrophique du mariage de leur enfant unique, jusques et y compris le divorce et l'internement à vie.